# Jürgen Wiener
Pour les articles homonymes, voir Wiener.
Jürgen Wiener (né en 1959 à Rothhausen) est un historien de l'art allemand. Wiener est professeur d'histoire de l'art à l'Université Heinrich-Heine de Düsseldorf depuis 2007.

## Biographie
De 1979 à 1982, Wiener suit d'abord un apprentissage de menuisier et effectue des travaux d'intérêt général. En novembre 1982, il entreprend des études d'histoire de l'art, d'archéologie, de folklore et d'histoire à l'Université Jules-Maximilien de Wurtzbourg, qu'il termine en juillet 1989. En juillet 1987, il y reçoit son Magister Artium. En 1989, il obtient son doctorat à l'Université de Wurtzbourg avec une thèse sur la sculpture architecturale de la basilique Saint-François d'Assise. Pour ce travail, paru en 1991 sous le titre Die Bauskulptur von San Francesco in Assisi en tant que 37e volume de la série Franziskanische Forschung aux éditions Dietrich Coelde, il reçoit le prix de la Fondation pour l'année commémorative en Basse-Franconie.
À partir de 1990, Wiener travaille comme assistant de recherche à l'Université Heinrich-Heine de Düsseldorf, à partir de 1991 comme conseiller académique et en 1996 comme conseiller académique senior. En juin 2002, il obtient son habilitation à l'Université de Düsseldorf avec une thèse sur Lorenzo Maitani et la cathédrale d'Orvieto. L'œuvre s'intitule Lorenzo Maitani und der Dom von Orvieto. Eine Beschreibung comme 68e volume de la série d'études monographiques Studien zur internationalen Architektur- und Kunstgeschichte publiée par Imhof Verlag. Il est membre de l'Institut de recherche sur le Moyen Âge et la Renaissance (FIMUR) de l'Université de Düsseldorf depuis 2002, et occupe ensuite à plusieurs reprises la fonction de porte-parole de l'institut. Du printemps 2003 à l'automne 2004, il occupe la chaire d'histoire de l'art moderne à l' Université de Cologne. En 2004, il est nommé directeur académique et en mai 2007 professeur à l'Université de Düsseldorf.
Jürgen Wiener est membre du comité de l'Académie du Rhin inférieur depuis 2009. De 2012 à 2018, il est membre du collège doctorale Materialität und Produktion de la Fondation allemande pour la recherche et d'octobre 2016 à septembre 2018, il est directeur général de l'Institut d'histoire de l'art de l'Université Heinrich-Heine. Il est l'auteur, l'éditeur et le critique de nombreuses publications spécialisées. Wiener est co-éditeur de la publication commémorative d'Udo van Meeteren (de) ainsi que du guide d'architecture de Düsseldorf et a révisé et rédigé des entrées pour le guide d'art Dehio de Düsseldorf. En tant que co-auteur, il écrit pour le Düsseldorf-Lexikons zur Architektur und Skulptur des 20. Jahrhunderts et est de 2003 à 2011 chef de section pour l'architecture de l'Enzyklopädie der Neuzeit (de).

## Publications (sélection)

### auteur
- Die Bauskulptur von San Francesco in Assisi. (Dissertationsschrift), Dietrich-Coelde-Verlag, Werl 1991,  (ISBN 978-3-87163-180-1).
- Das Grabmal des Johann von Brienne. Kaiser von Konstantinopel und König von Jerusalem. Droste, Düsseldorf 1998,  (ISBN 978-3-7700-0834-6).
- Die Macht des Maßwerks. Die Erfindung der Hochgotik durch das Ornament. Kreis der Freunde des Seminars für Kunstgeschichte, Düsseldorf 2003,  (ISBN 978-3-9807307-3-0).
- Gefühlte Geschichte und lebendige Zeitkunst. Zur Topik des westdeutschen Kirchenbaus der Weimarer Republik. Kreis der Freunde des Seminars für Kunstgeschichte, Düsseldorf 2008,  (ISBN 978-3-9807307-6-1).
- Lorenzo Maitani und der Dom von Orvieto. Eine Beschreibung. (Habilitationsschrift), Imhof, Petersberg 2009,  (ISBN 978-3-86568-256-7).
- Der Kreuzweg von Joseph Hennefeld. Liebfrauenkirche Düsseldorf-Flingern. als Mitautor, Katholische Kirchengemeinde St. Mariä Himmelfahrt, Düsseldorf 2011, (Digitalisat.)
- Angewandte Kunst und Bild. als Mitautor, Morisel, München 2017,  (ISBN 978-3-943915-26-6).
- Von der Bebauung der Region. Aufsätze zur architekturhistorischen Moderne an Rhein und Ruhr. transcript, Bielefeld 2019,  (ISBN 978-3-8376-4951-2).
- Moderne Glasmalerei Düsseldorf. Glasfenster und ihre Künstler. als Mitautor und Mitherausgeber, B. Kühlen Verlag, Mönchengladbach 2021,  (ISBN 978-3-87448-521-0).

### éditeur
- Die Gesolei und die Düsseldorfer Architektur der 20er Jahre. Bachem, Köln 2001,  (ISBN 978-3-7616-1445-7).
- Architekturführer Düsseldorf. als Mitherausgeber, Reimer,	Berlin 2001,  (ISBN 978-3-496-01232-0).
- Liturgie als Bauherr? Moderne Sakralarchitektur und ihre Ausstattung zwischen Funktion und Form. Klartext, Essen 2010,  (ISBN 978-3-8375-0356-2).
- Kultbild und Andachtsbild. Mmoderne Bilder im christlichen Sakralraum. als Mitherausgeber, Klartext, Essen 2013,  (ISBN 978-3-8375-0898-7).
- St. Andreas Düsseldorf. Schnell & Steiner, Regensburg 2014,  (ISBN 978-3-7954-4764-9).
- Haus der Universität: Festgabe für Udo van Meeteren. Dup, Düsseldorf 2014,  (ISBN 978-3-943460-75-9).
- Der Wert der Arbeit. Annäherungen an ein kulturelles Paradigma in Mittelalter, Neuzeit und Moderne. Dup, Düsseldorf 2014,  (ISBN 978-3-943460-83-4).
- CampusKunst. Heinrich-Heine-Universität Düsseldorf. als Mitherausgeber, Dup, Düsseldorf 2014,  (ISBN 978-3-943460-49-0).
- Altersphantasien im Mittelalter und in der Frühen Neuzeit. Dup, Düsseldorf 2015,  (ISBN 978-3-95758-015-3).
- Materialität des Heiligen. Materialwahl, Materialwirkung und Materialbewertung in der christlichen Kunst des 20. Jahrhunderts. als Mitherausgeber, Klartext, Essen 2017,  (ISBN 978-3-8375-1566-4).
- Die Bonner Republik 1945–1963. Die Gründungsphase und die Adenauer−Ära. Geschichte / Forschung / Diskurs. als Mitherausgeber, transcript, Bielefeld 2018,  (ISBN 978-3-8376-4218-6).
- Die Bonner Republik 1960–1975. Aufbrüche vor und nach 1968. Geschichte / Forschung / Diskurs. als Mitherausgeber, transcript, Bielefeld 2020,  (ISBN 978-3-8394-4857-1).